# مارکوس باچل
مارکوس باچل (انگلیسی: Markus Büchel؛ ۱۴ مه ۱۹۵۹ – ۹ ژوئیهٔ ۲۰۱۳) سیاستمدار، دیپلمات، و وکیل اهل لیختن‌اشتاین بود. او از مه تا دسامبر ۱۹۹۳ نخست‌وزیر لیختن‌اشتاین بود.